# Kogarah
Kogarah ist ein Stadtteil von Sydney in New South Wales, Australien, mit etwas über 16.000 Einwohnern.

## Geographie

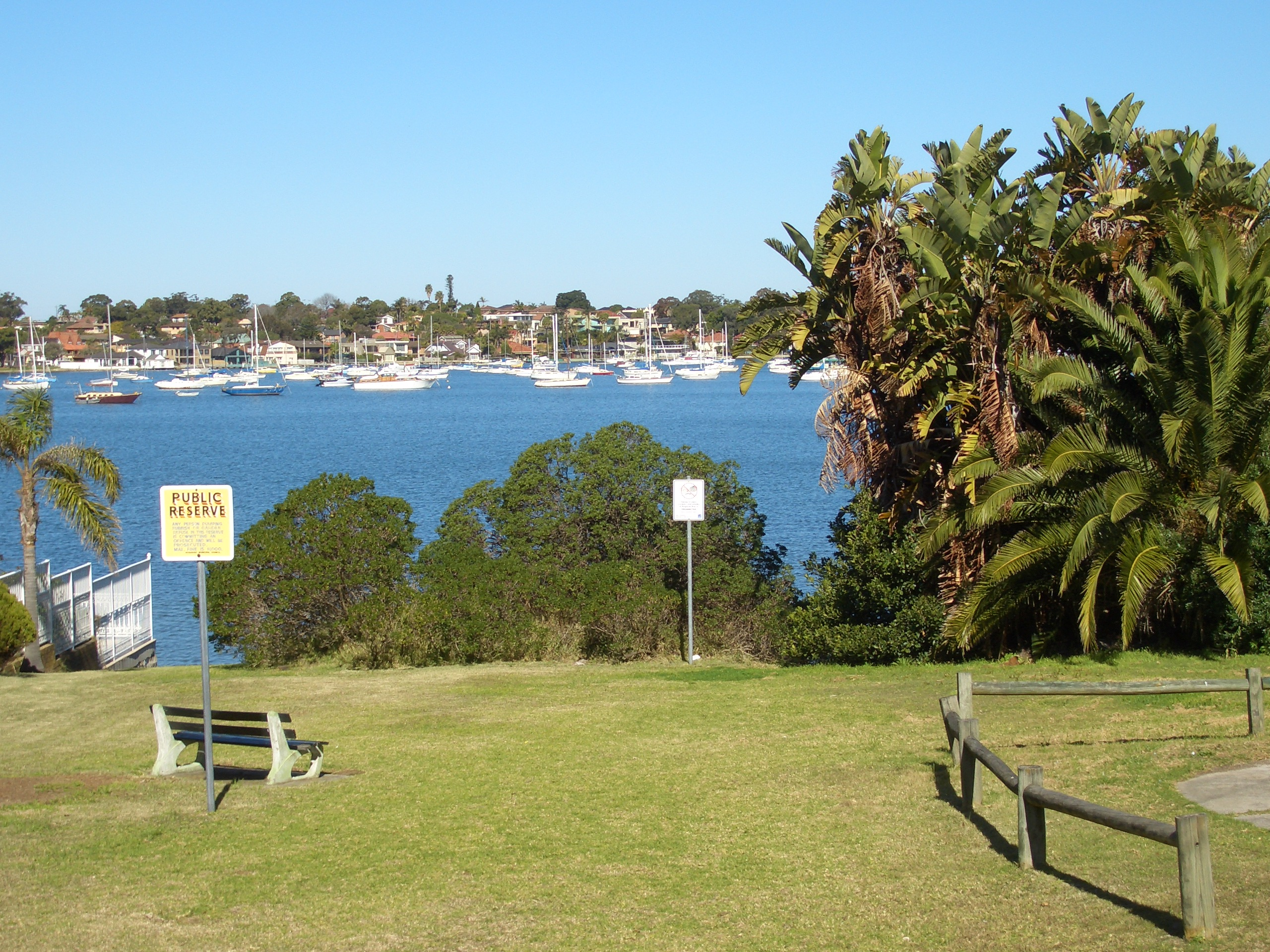
Kogarah Bay

Der Stadtteil liegt nördlich der Kogarah-Bucht, 14 Kilometer südwestlich des Central Business Districts von Sydney und westlich der Botany Bay. Er ist Sitz des Verwaltungsgebiets Kogarah Council, liegt zum Teil aber auch in Rockdale City.

## Kultur und Sehenswürdigkeiten

### Bauwerke

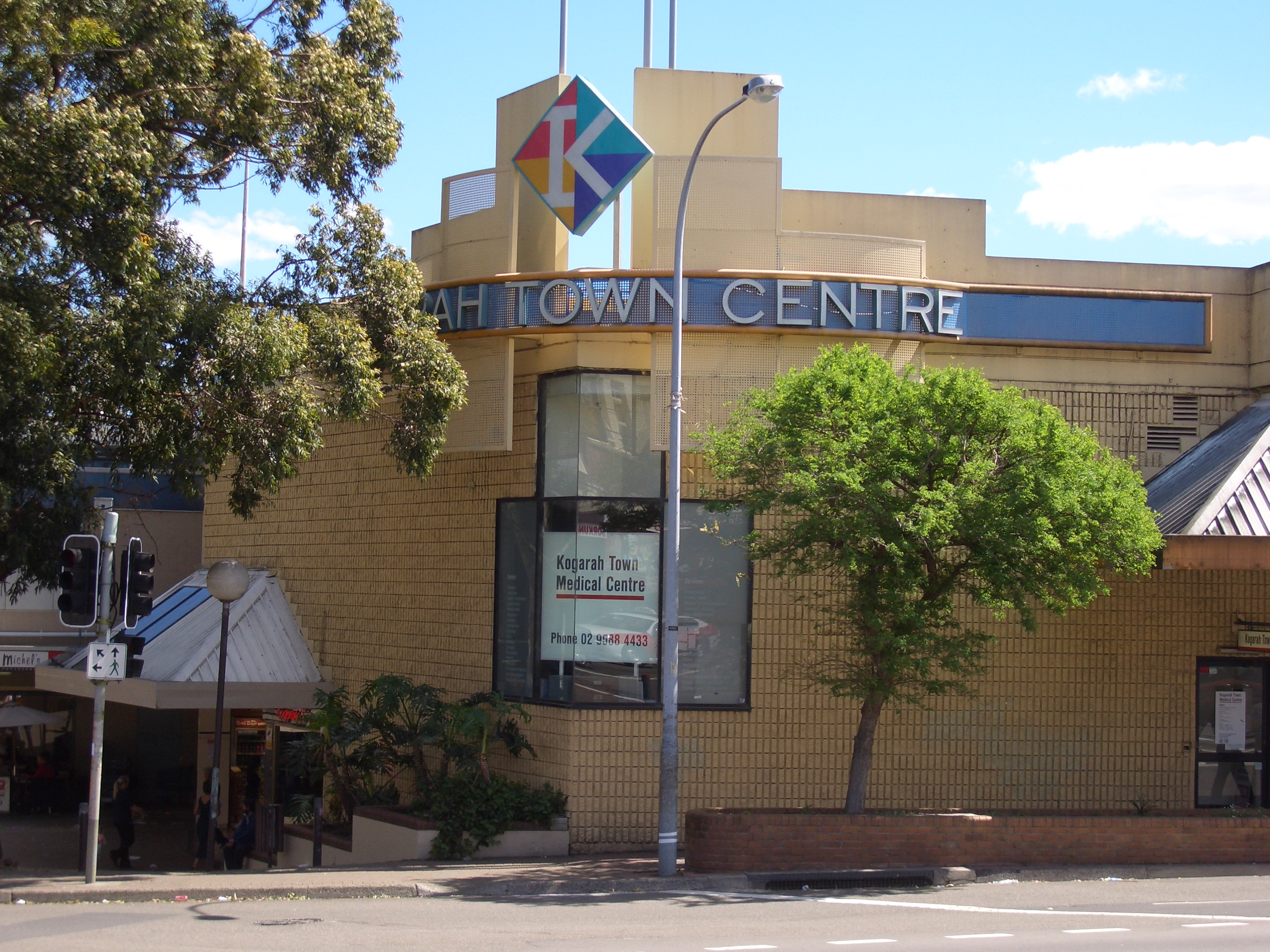
Kogarah Town Centre

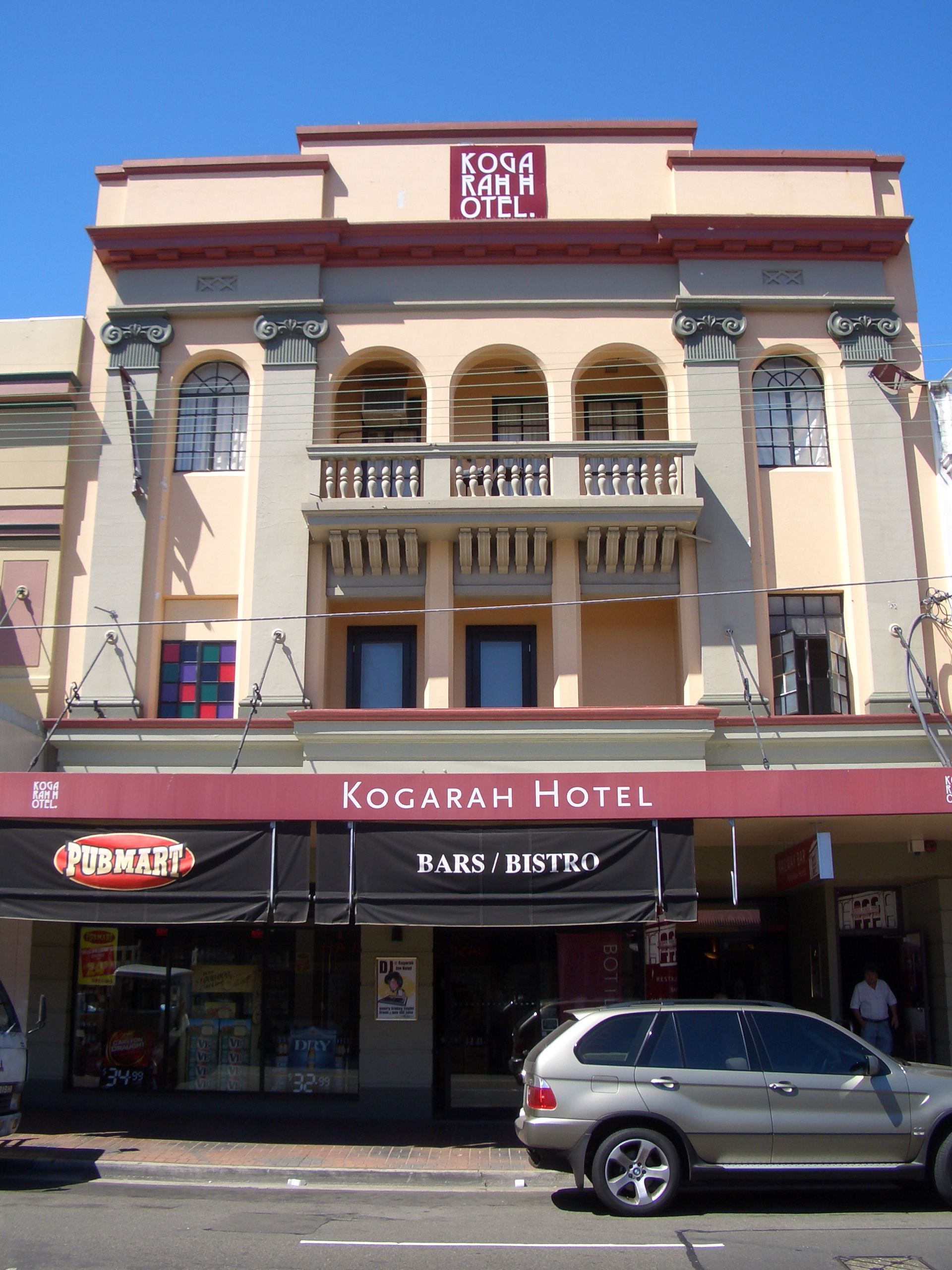
Kogarah Hotel

Sehenswerte Gebäude sind die Kogarah School of the Arts in der Bowns Road, die Kogarah Fire Station und das Kogarah Court House in der Montgomery Street sowie das Kogarah Hotel am Princes Highway. Wichtige Kirchen sind die Christ Greek Orthodox Church, die Kogarah Soldiers’ Memorial Presbyterian Church, die St Patricks Catholic Church, die St Pauls Anglican Church und die Grace Church Kogarah.
Das Kogarah Town Centre ist das größte Einkaufszentrum der Stadt. Dort befinden sich eine Post, ein Supermarkt (Woolworths) zusammen mit einer Vielzahl Einzelhandelsgeschäften wie Metzger, ökologischem Lebensmittelladen, Delikatessen-Geschäft, Bäckerei, Zeitungsladen, Friseur und Apotheke. Das Bürogebäude der St. George Bank steht in der Montgomery Street. Sie hat ihren nationalen Hauptsitz in Kogarah. Die Darrell Lea Chocolate Factory befindet sich in der Rocky Point Road.
Das Oki Jubilee Stadium (auch Jubilee Oval oder Kogarah Oval) am Princes Highway ist die Spielstätte der Rugby-Mannschaft St George Illawarra Dragons. Das Stadion hat eine Kapazität für 20.541 Zuschauer (2006). Nahe dem Kingsford Smith Airport in Sydneys Vorort Arncliffe liegt der Kogarah Golf Club.

### Regelmäßige Veranstaltungen
Die populärsten Veranstaltungen sind das jährliche Kogarah Street Fair und das Charity Bed Race. Mehrere Mannschaften führen auf Kogarahs Hauptstraße, der Railway Parade, Wettrennen auf Krankenhausbetten durch. Die Mannschaften bestehen aus fünf Personen, meistens aus Mitarbeitern der lokalen Geschäfte der Stadt.
Die Richtlinien besagen, dass sich ein Mitglied der Mannschaft in einer Liegeposition auf dem Bett befinden muss. Die Betten werden normalerweise mit den Farben oder den Abzeichen des Geschäfts geschmückt, welches das Bett sponsert. Die Veranstaltung dient wohltätigen Zwecken. Alle Gewinne des Rennens gehen an das St. George Hospital.

## Wirtschaft und Infrastruktur

### Verkehr

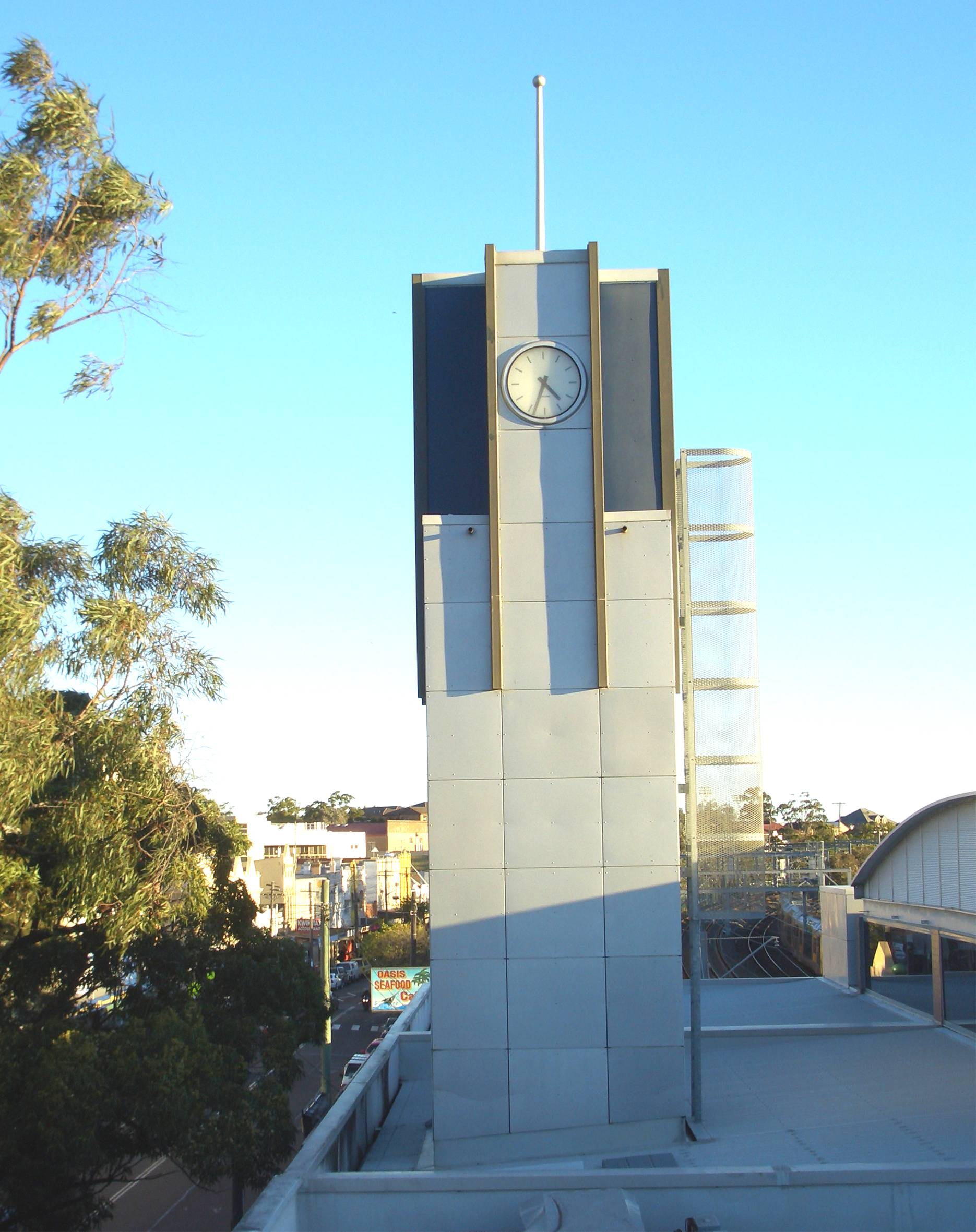
Kogarah Railway Station

Die Kogarah Railway Station liegt an der Illawarra Line und ist Teil des CityRail-Netzes. Die Eisenbahngesellschaft betreibt in und um Sydney ein umfangreiches Netz von S-Bahn-, Regional- und Intercity-Linien. Die Illawarra Line führt von Bondi Junction über Central, Sydenham, Wolli Creek und Sutherland nach Cronulla beziehungsweise Waterfall.
Busverbindungen gibt es nach Brighton-le-Sands, Monterey, Ramsgate Beach und Sans Souci. Bis 1937 befuhr eine Dampfstraßenbahn die Strecke zwischen Kogarah und Sans Souci über die Rocky Point Road. Zwischen 3. Juli 1937 und 29. August 1959 verkehrten Trolleybusse auf der Strecke. Diese wurden dann durch dieselbetriebene Omnibusse ersetzt.

### Bildung
Zu den bedeutendsten Bildungseinrichtungen in Kogarah gehören das Sydney Institute of TAFE: St. George Campus, das Bethany College, das Marist College Kogarah, die James Cook Boys Technology High School, die Moorefield Girls High School, die Kogarah High School, die St George Girls High School, die St Patrick’s Primary School und die Kogarah Public School.

## Persönlichkeiten

### Hier geboren
- Sumner Locke Elliott (1917–1991), australisch-US-amerikanischer Schriftsteller
- Panagiotis „Panny“ Nikas (* 1988), australischer Fußballspieler
- Steve Smith (* 1989), Cricketspieler